# Geologie des Bryce-Canyons
Die aufgeschlossene Geologie des Bryce Canyon zeigt eine Serie von Ablagerungen, die in diesen Teil Nordamerikas den letzten Abschnitt der Kreidezeit und die erste Hälfte des Känozoikums abdecken. Der einstige Sedimentationsraum des jetzigen Bryce-Canyon-Nationalparks reicht vom warmen Flachmeer, in dem der Dakota-Sandstein und der Tropic-Schieferton abgelagert wurden, bis zu kalten Flüssen und Seen der nun farbenprächtigen Claron-Formation, die das Amphitheater-artige Halbrund des Parks beherrscht.
Es bildeten sich noch weitere Schichten, die jedoch zum größten Teil wieder abgetragen worden sind, da noch zwei Perioden der Hebung folgten, eine etwa vor 70 Mio. Jahren, ursächlich für die Entstehung der Rocky Mountains, und die andere vor 10 bis 15 Mio. Jahren, die das Colorado-Plateau hervorbrachte. Die Hebung erzeugte vertikale Brüche, die viel später verstärkt erodiert wurden und freistehende Zinnen, Badlands und Monolithen bildeten. Diese speziellen Formationen des Parks gehören zur Grand Staircase („Große Treppe“).

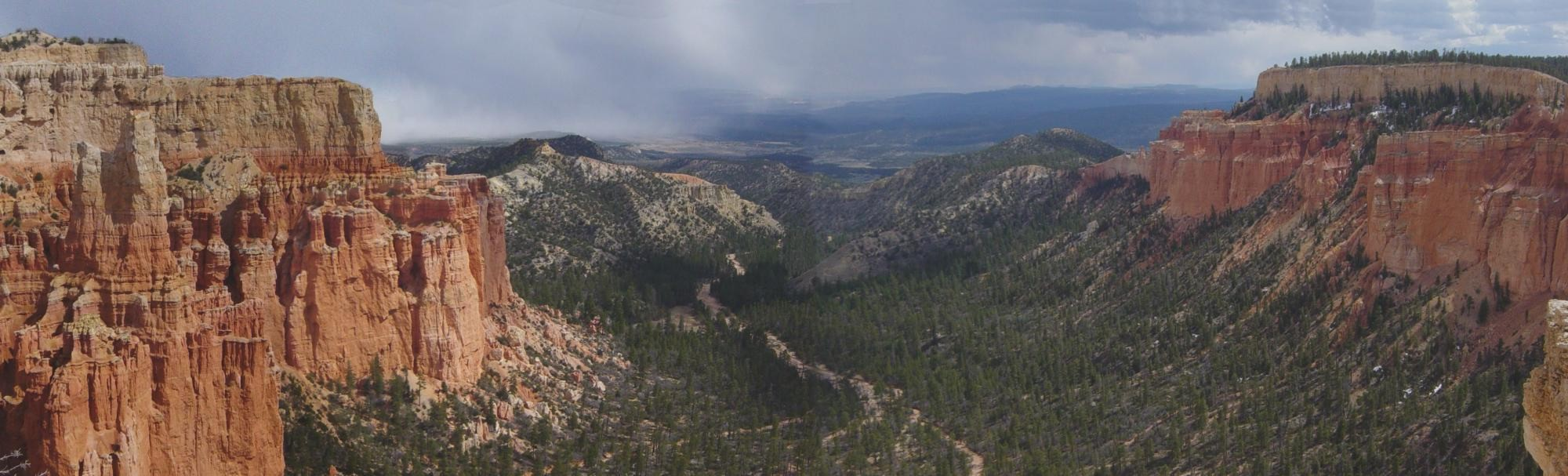
Tal im Bryce Canyon

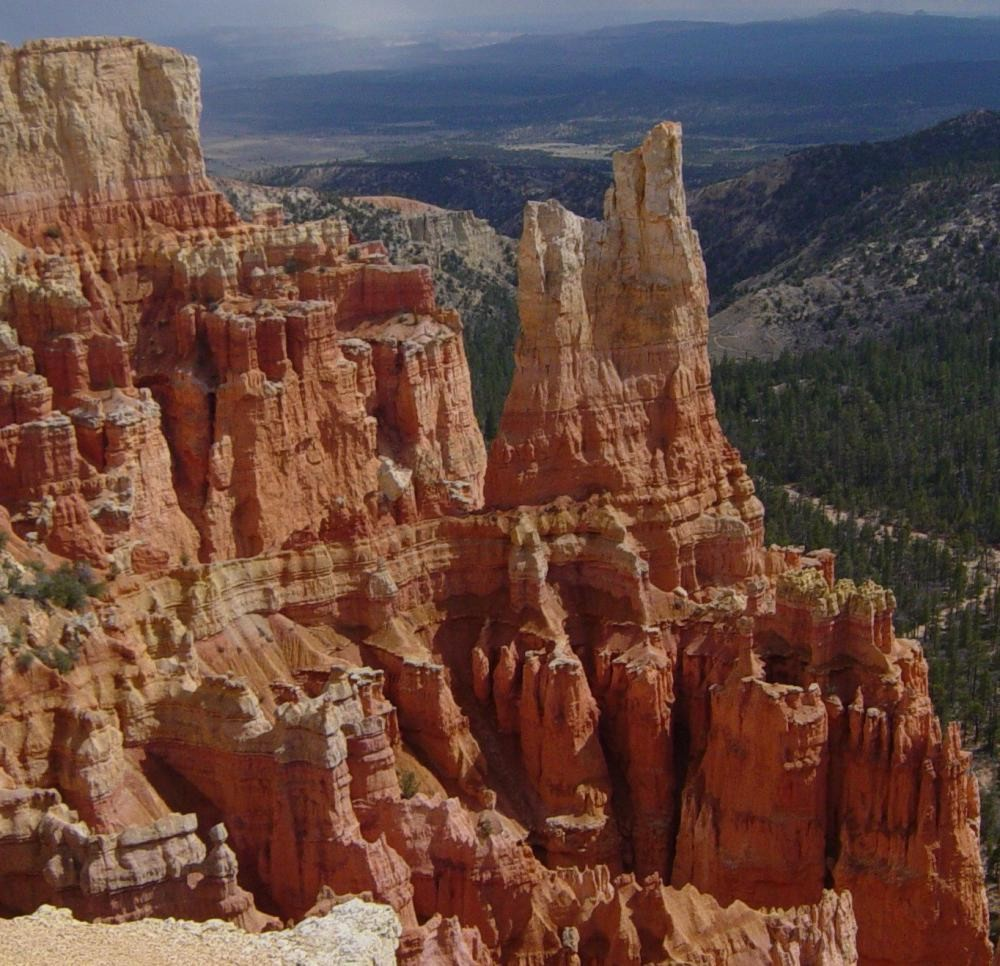
Hoodoos

## Die Grand Staircase

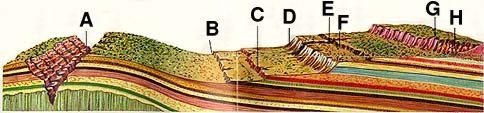
Grand Canyon (A), Chocolate Cliffs (B), Vermilion Cliffs (C), White Cliffs (D), Zion Canyon (E), Gray Cliffs (F), Pink Cliffs (G), Bryce Canyon (H)

Die zu Tage tretenden Gesteine im Bryce Canyon sind etwa 100 Mio. Jahre jünger als die im benachbarten Zion National Park, und die wiederum sind jünger als die im weiter südlich gelegenen Grand Canyon. Alle drei Örtlichkeiten gehören jedoch zu einer gemeinsamen Gesteinsserie – eine lange Abfolge, unter Geologen als Grand Staircase bekannt. Insgesamt dokumentiert die Grand Staircase nahezu 2 Milliarden Jahre der Erdgeschichte. Die Bryce-Canyon-Formationen sind die jüngsten bekannten Stufen der Großen Treppe. Falls es je jüngere Gesteine gegeben haben sollte, sind sie durch Erosion beseitigt worden.

## Sedimentation der aufgeschlossenen Gesteine

### Kreidezeitliche Meerespassage und später

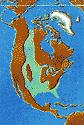
Kreidische Meerespassage

Die Basis des Dakota-Sandsteins besteht aus Konglomerat und fossilreichem Sandstein. Diese Abfolge wurde vermutlich später zur Kreidezeit in einem Flachmeer – von Geologen als Kreidezeitliche Meerespassage (Cretaceous Seaway) bezeichnet – abgelagert, welches Nordamerika in Nord-Süd-Richtung teilte. Der Dakota-Sandstein ist die älteste Formation, die im Bryce-Canyon aufgeschlossen ist, jedoch im weiter südwestlich liegenden Zion-Gebiet die Jüngste. In der Gegend des Bryce Canyons ist diese Formation im Paria-Valley zu sehen, als versteinerte Sanddecke, die vermutlich bei der Transgression (Meer greift auf das Land über) der kreidezeitlichen Meerespassage in diesem Gebiet an Stränden, in Lagunen und Kohlesümpfen abgelagert wurde.
Der Tropic-Schieferton wurde als Schlamm und Schlick im selben Meer abgelagert, als dieses tiefer und damit ruhiger wurde. Diese Gesteinsserie findet sich in tieferen Abschnitten des Parks. Sie enthält als Fossilien Ammoniten.
Sandige und tonige Sedimente wie die Formationen Straight Cliffs, Wahweap und Kaiparowits wurden zur Kreidezeit deponiert, später angehoben und zum Ende der geologischen Ära teils wieder wegerodiert, so dass sie jetzt diskordant vorliegen. Diese Gesteine treten im südlichen Teil des Parks in tieferen Lagen zu Tage.
Der Hebungsprozeß erfolgte während einer Gebirgsbildung, der sogenannten laramischen Gebirgsbildung, die von der späten Kreide bis zum frühen Paläozän andauerte. Sie drückte einzelne Krustenabschnitte nach oben, während sich niedriger gelegene Beckenbereiche allmählich weiter absenkten.

### Claron Formation

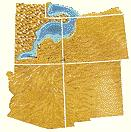
Seensystem des Claron

Ein weites Netz flacher Seen, das Tausende Quadratkilometer einnahm, bedeckte im Eozän große Teile des östlichen und mittleren Utah und südwestlichen Montana. Große Mengen an Seeablagerungen wurden in diesem System in den 20 Mio. Jahren seiner Existenz, vor etwa 63 bis 40 Mio. Jahren deponiert. Im Zuge klimatischer Veränderungen veränderten diese Seen mit der Zeit ihre Dimensionen – in niederschlagsreichen Perioden breiteten sie sich aus, in niederschlagsarmen Zeiten schrumpften sie. Diese Prozesse hinterließen Ablagerungen verschiedener Dicke und Zusammensetzung, aufeinandergestapelt um den Bryce Canyon:
Reine Kalkschlämme wurden in größter Tiefe abgelagert. In weniger tiefem Wasser erfolgte dann der Übergang zu kalkreichem Schlamm, zu kalkarmem Schlamm in Richtung Ufer und zu verschiedenen Sanden und Kiesablagerungen in Ufernähe.
Diese Seesedimente wurden später zu einem heterogenen fossilarmen Gemenge von Kalkstein, Mergel (?), Sandstein und Konglomeraten versteinert, die jetzt die Claron Formation (früher: Wasatch Formation) bilden. Der Geologe Clarence Dutton bezeichnete den eisenoxidreichen tieferen Teil des Claron wegen seiner farbenprächtigen Erscheinung als Pink Riffs Serie. Die fragilen Spitzen, für die der Bryce Canyon berühmt ist, Hoodoos (Unglücksbringer) genannt, bestehen nahezu vollständig aus diesen Claron-Schichten. Die Elemente des White Cliff bilden Monolithen. Die meisten Bögen und Naturbrücken, auch die berühmte Natural Bridge wurden aus Sandstein-Ablagerungen im Claron herausgeschliffen.

## Colorado-Plateau und Erosion

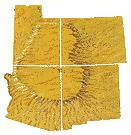
Karte des Colorado-Plateaus

Es wurden auch noch jüngere Gesteine durch Sedimentation gebildet, aber zum größten Teil durch nachfolgende, von Hebung beschleunigte Erosion beseitigt. Diese Formationen zeigen sich im nördlichen Teil des Parks und an einigen Stellen des Plateau-Randes. Darunter befinden sich das 15 bis 30 Meter dicke Boat Mesa-Konglomerat aus dem Oligozän, das aus Abtragungsschutt des Claron gebildet ist, und, aus dem Pliozän bis frühen Pleistozän, die Sevier-River-Formation aus grau-bräunlichem Sandstein mit einigen Konglomeraten.
Im Miozän vor rund 16 Mio. Jahren wurde das Colorado-Plateau von fast Meeresniveau auf über einen Kilometer hochgehoben. Mit dieser Hebung wurden Spannungskräfte erzeugt, die die Region in verschiedene Plateaus zerlegten, etwa das Paunsaugunt. Die Spannungen von Nevada Richtung Westen waren so stark, dass die Erdkruste gedehnt wurde und eine Folge aus Becken und Bergketten entstand, die Basin and Range Province. Folglich war die spannungsbedingte Umgestaltung des Colorado-Plateaus am Westrand am stärksten. Es entstanden zugleich lange, in Nord-Süd-Richtung verlaufende Verwerfungen, wie Sevier und Paunsaugunt.

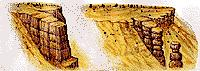
Bildung von Hoodoos

Als Nordamerika allmählich nach Norden driftete, kühlte sich das Klima ab und es wurde feuchter. Möglicherweise haben Abtragungen des Paunsaugunt-Plateaus von oben im späten Tertiär und frühen Quartär die „Amphitheater“ des Bryce-Canyon geschaffen. Dagegen präparierten verschiedene Erosionsarten und Frostaufbrüche die sogenannten Hoodoos heraus. Während der Eiszeiten im Pleistozän lag in den höheren Regionen ganzjährig Eis und Schnee.

## Weiterführende Literatur
- Frank DeCourten: Shadows of Time, the Geology of Bryce Canyon National Park. Bryce Canyon Natural History Association. 1994.
- Eugene P. Kiver, David V. Harris: Geology of U.S. Parklands. 5. Auflage, John Wiley & Sons Inc, 1999.
- Douglas A. Sprinkel, Thomas C. Chidsey Jr., Paul B. Anderson: Geology of Utah's Parks and Monuments. Publishers Press, 2000.